# Gouvernement Tataouine

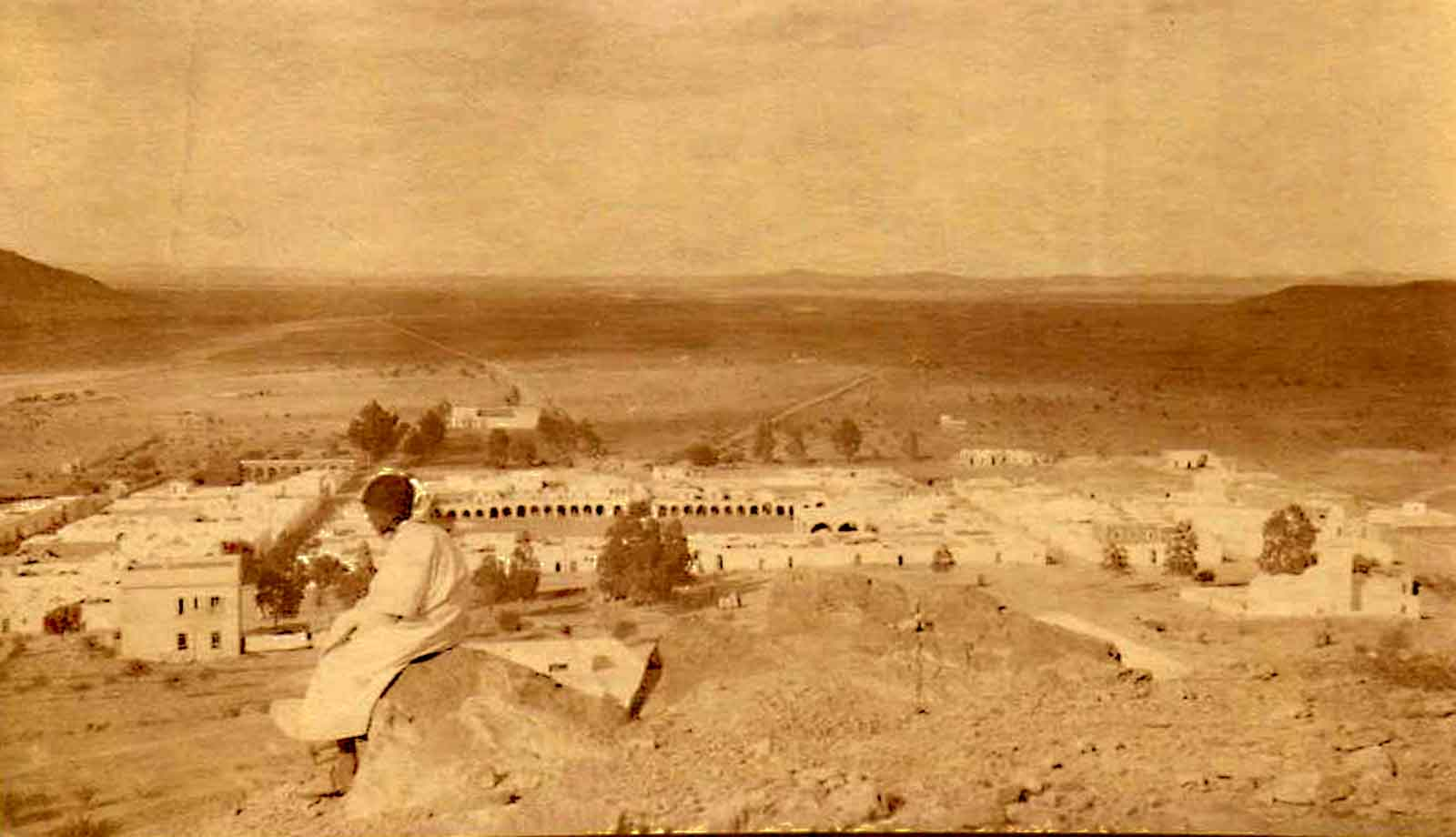
Tataouine um 1925

Das Gouvernement Tataouine (arabisch تطاوين, DMG Taṭāwīn) ist das südlichste und größte der 24 Gouvernements Tunesiens. Die Fläche beträgt 38.889 km² (23,8 % der Gesamtfläche Tunesiens), es wohnen jedoch nur ca. 150.000 Menschen in dem zwischen 250 und 800 m hoch gelegenen Gebiet. Die Hauptstadt der Region ist die gleichnamige Stadt Tataouine. Das Gouvernement in seiner heutigen Ausdehnung wurde durch Abtrennung eines Teils des Gouvernements Medenine am 2. März 1981 eingerichtet. Teile des Sahara-Bereichs sind Sperrgebiet, der Aufenthalt ist nur mit behördlicher Genehmigung gestattet.

## Geographie und Klima
Das Gouvernement Tataouine wird im Norden von den Gouvernement Kebili und Medenine begrenzt, im Osten schließt sich Libyen, im Westen Algerien an. Ein großer Teil im Süden des Gouvernements liegt in der Sahara und wird von den Sanddünen der Ergs geprägt.
Die Tagestemperaturen im Winter liegen bei 15 bis 25 °C; im Sommer sind Temperaturen um 35 °C die Regel. Nachts kann es bei klarem Himmel bis auf nahe 0 °C abkühlen. Die durchschnittliche jährliche Regenmenge liegt bei unter 150 Millimeter.

## Wirtschaft
In früherer Zeit spielte die Dattelernte in den wenigen Oasen und der damit verbundene Karawanenhandel die Hauptrolle im Wirtschaftsleben der Region. Heute dominiert die durch Bewässerung ermöglichte Landwirtschaft im Norden. Zunehmend spielt auch der Sahara-Tourismus eine Rolle; daneben wird im südlichen Bereich Erdöl gefördert.

## Verwaltungsgliederung

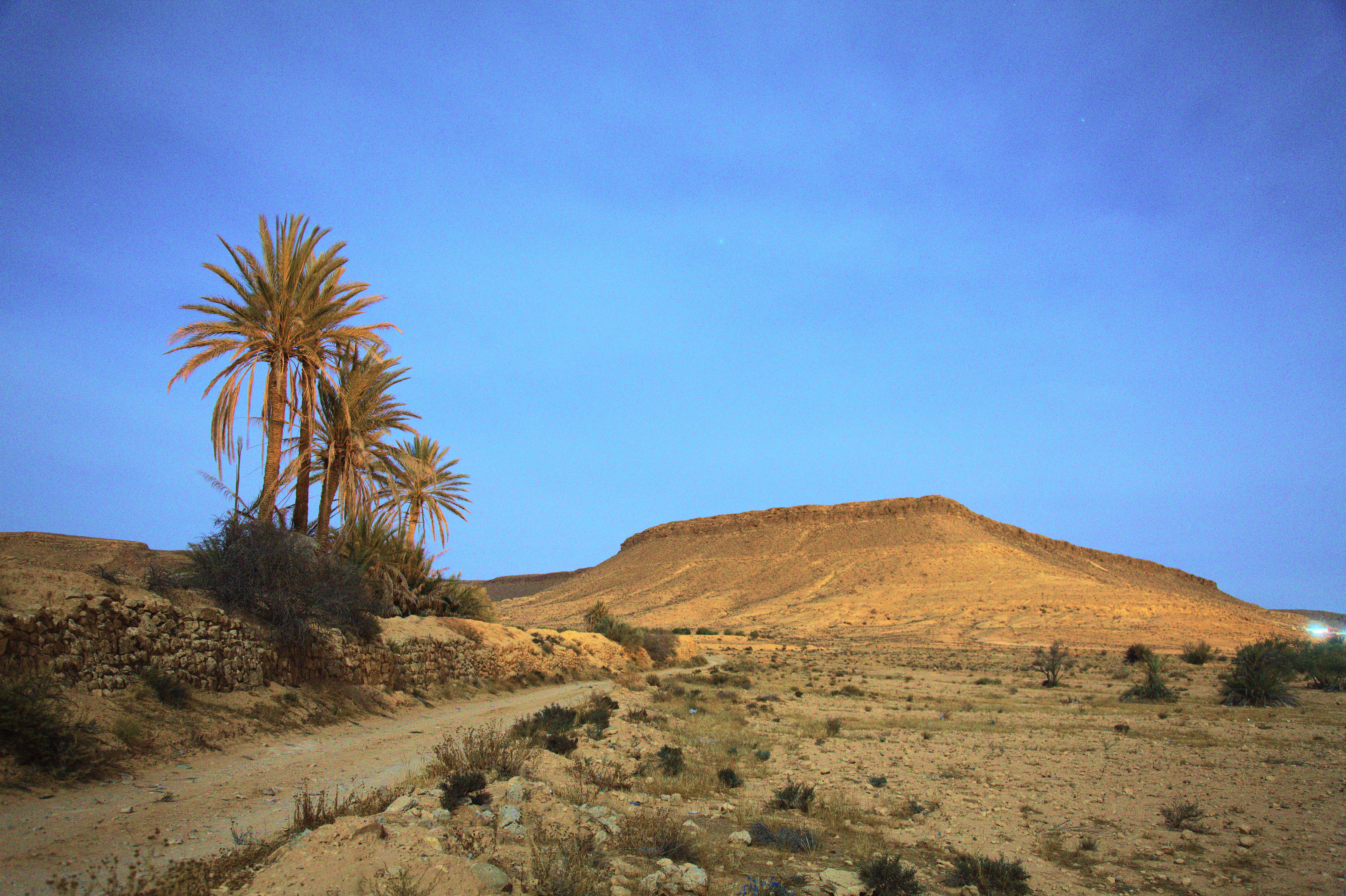
Landschaft bei Tataouine

Das Gouvernement Tataouine ist in 7 Delegationen unterteilt:
| Delegation     | Einwohner 2004 | Einwohner 2014 |
| -------------- | -------------- | -------------- |
| Bir Lahmar     | 9.270          | 8.460          |
| Dahibah        | 3.971          | 4.295          |
| Ghomrassen     | 18.335         | 15.957         |
| Remada         | 9.977          | 10.173         |
| Smar           | 13.826         | 14.793         |
| Tataouine Nord | 54.362         | 61.431         |
| Tataouine Süd  | 33.783         | 34.344         |
| Summe          | 143.524        | 149.453        |

## Geschichte

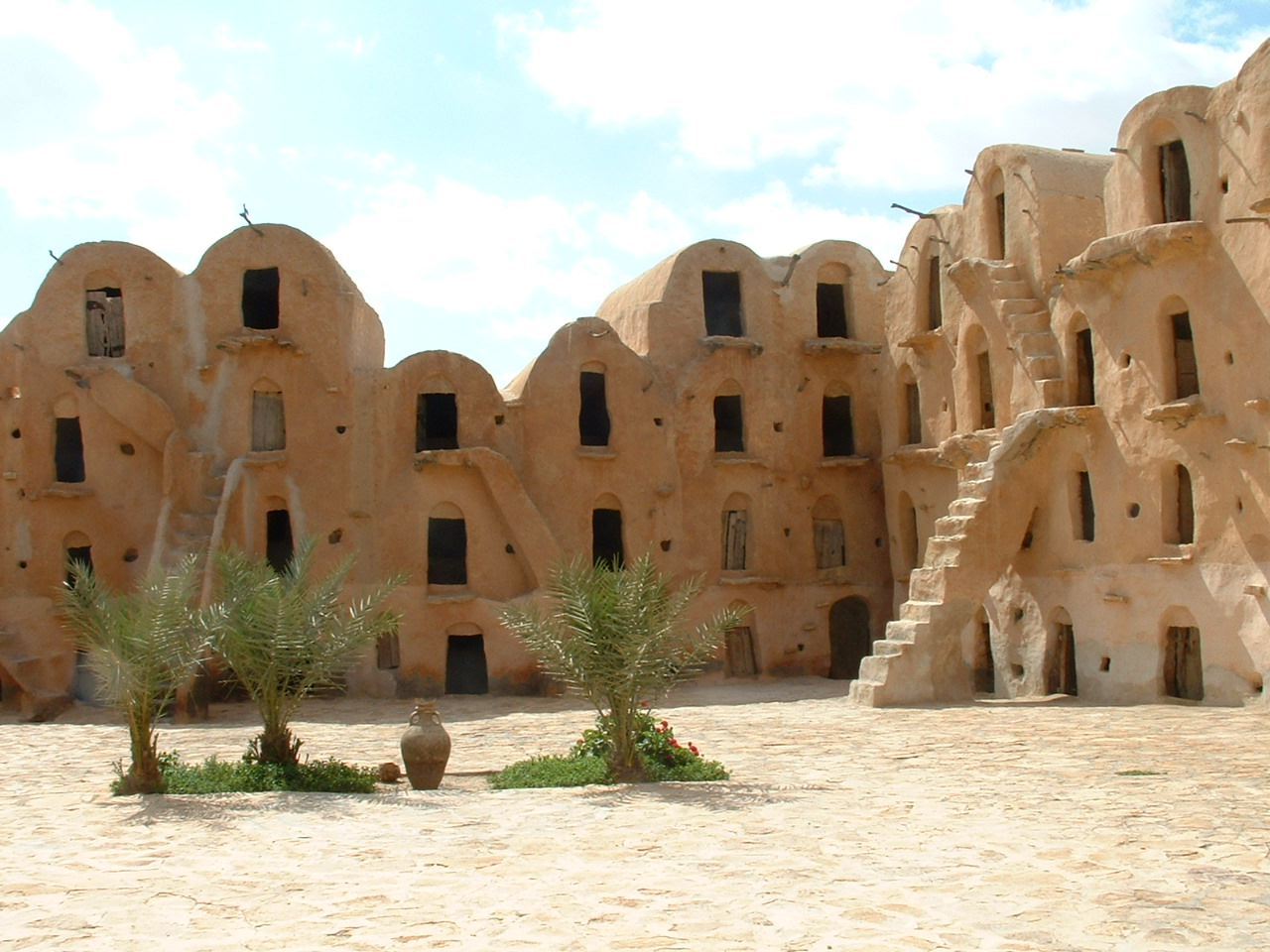
Ksar Ouled Soltane, etwa 25 km südöstlich von Tataouine

Das Gebiet um Tataouine war über Jahrhunderte vom Karawanenhandel geprägt. Die Römer sicherten die Südgrenze ihre Imperiums durch einen Limes (Limes Tripolitanus), der aus zahlreichen Kastellen bestand (u. a. das Kastell Tillibari bei Remada). Seit der zweiten Hälfte des 7. Jahrhunderts übernahm allmählich der Islam die geistige Kontrolle über die Region.

## Kultur
Abgesehen von einigen wenigen Überresten aus römischer Zeit zeugen vor allem die Wehr- und Speicherburgen (ksour) der Berber, darunter der Ksar Ouled Soltane oder die teilweise verlassenen Bergdörfer Chenini und Douiret von der Geschichte der Region. Die aus Stein gemauerten Minarette und Moscheen entstanden erst im 20. Jahrhundert; vorher gab es – wahrscheinlich aufgrund der halbnomadischen Lebensweise – nur einfache Gebetsräume aus Bruchsteinen und Lehm.